# 梁克弼
梁 克弼（ヤン・グクピル、朝鮮語: 양극필、1925年9月15日 - 2004年11月8日）は、大韓民国の政治家、実業家。釜山市議会議員・副議長、第6代韓国国会議員を歴任した。
本貫は南原梁氏、号は義陽（ウィヤン、의양）、仏教徒。

## 経歴
日本統治時代の慶尚南道東萊郡（現・大韓民国釜山広域市東萊区）出身。東亜大学（現・東亜大学校）商学科卒。釜山市議会議員・副議長、第6代国会議員のほか、民主共和党中央常任委員長・釜山市第7地区党委員長、国定教科書株式会社社長を歴任した。
2004年11月8日、老衰により死去。享年81。

## 賞勲
- 大統領表彰状（第38380号）
- 鉄塔産業勲章（第84号）